# آخر صرخة (فلم)
آخر صرخة هو فيلم قصير مغربي من إخراج حميد باسكيط سنة 2006، وبطولة كل من سعيدة باعدي، وسعد الله عبد المجيد، وزكرياء عاطفي، وآخرين.
يتطرق الفيلم لمعاناة الأطفال في الأحياء الفقيرة الواقعة على أطراف مدينة الدار البيضاء حيث أحياء القصدير، وما يتخللها من بؤس اجتماعي.

## القصة
استلهم باسكيط قصة الفيلم من أحد أحياء الحي المحمدي في الدار البيضاء، إذ وقف على وضعية صعبة، يعيشها أطفال في مواجهة الفقر والحاجة، وفي مواجهة ظلم المجتمع. حكاية واقعية ترصد معاناة بطل فيلمه بعد كشف زنا والدته.

## جوائز
- 2007: جائزة أحسن فيلم قصير في الدورة الثامنة للمهرجان الدولي للسينما بلاس بالماس.[3]
- 2008: جائزة لجنة التحكيم الخاصة في مسابقة الأفلام الروائية القصيرة، ضمن مهرجان الإسماعيلية الدولي للأفلام التسجيلية والروائية القصيرة.[4]

## روابط خارجية
- آخر صرخة على موقع المركز السينمائي المغربي